# Pontavert
Pontavert település Franciaországban, Aisne megyében. Lakosainak száma 605 fő (2022. január 1.). Pontavert Beaurieux, Berry-au-Bac, Chaudardes, Concevreux, Craonne, Craonnelle, La Ville-aux-Bois-lès-Pontavert és Cormicy községekkel határos.

## Népesség
A település népességének változása:
| Lakosok száma | 268  | 296  | 416  | 599  | 595  | 607  | 610  | 605  | 603  | 605  |
|               | 1968 | 1982 | 1990 | 2006 | 2013 | 2015 | 2017 | 2019 | 2020 | 2022 |